# (1154) Astronomia
(1154) Astronomia ist ein Asteroid des Hauptgürtels, der am 8. Februar 1927 von dem deutschen Astronomen Karl Wilhelm Reinmuth an der Landessternwarte Heidelberg-Königstuhl der Universität Heidelberg entdeckt wurde.
Der Name des Asteroiden ist von der griechischen Bezeichnung des Wissenschaftszweigs Astronomie abgeleitet.